# Maria Katharina Moser

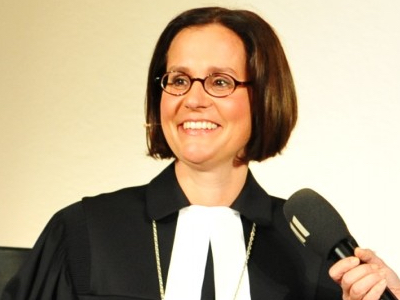
Maria Katharina Moser (2018)

Maria Katharina Moser (* 15. Februar 1974 in Wien) ist eine österreichische Sozialethikerin, Theologin und seit September 2018 Direktorin der Diakonie Österreich.

## Leben
Maria Katharina Moser wurde im Februar 1974 in Wien geboren und ist in Eferding aufgewachsen. Nach ihrer Matura am Stiftsgymnasium Wilhering studierte sie sowohl katholische als auch evangelische Theologie in Wien sowie interkulturelle Frauenforschung in Manila. Im Jahr 2005 wurde sie aufgrund einer Dissertation über Opfer zwischen Affirmation und Ablehnung : feministisch-ethische Analysen zu einer politischen und theologischen Kategorie an der Universität Wien zur Dr. theol. promoviert.
Im Jahr 2007 begann Maria Katharina Moser als Fernseh-Journalistin beim ORF zu arbeiten, u. a. für die Sendungen Orientierung, Was ich glaube und Feierabend. Danach folgte der Schritt ins Pfarramt und Maria Katharina Moser absolvierte das Vikariat. Von September 2016 bis August 2018 war sie Pfarrerin in der Evangelischen Pfarrgemeinde A.B. Wien-Simmering.
Mit 1. September 2018 folgte Maria Katharina Moser Michael Chalupka als Direktorin der Diakonie Österreich nach. 2024 wurde sie für eine zweite Amtszeit wiedergewählt.
Am 15. Dezember 2019 war sie Interviewpartnerin in der Fernsehsendung Was ich glaube zur Frage "Wie ist das mit dem Licht im Dunkeln?".

## Auszeichnungen
- 1999 und 2006: Elisabeth-Gössmann-Preis der Katholisch-Theologischen Fakultät Graz[8]
- 2007: Gabriele-Possanner-Förderpreis des Bundesministeriums für Wissenschaft und Forschung[9]
- 2011: Eduard-Ploier-Preis für entwicklungspolitische Berichterstattung[10]
- 2019: Oberösterreicherin des Jahres 2018 der Oberösterreichischen Nachrichten[11]